# Afonso V do Congo
Afonso V (Falecido em 1787) foi o manicongo (rei) do Reino do Congo entre 1784 e 1787.

## Biografia
Afonso V era membro da facção Quinzalas do Sul, com base em Incondo. Ele foi o irmão e sucessor de José I, que reina sem oposição até 1784. O rei sempre se assumia em grande pompa, utilizando em suas cartas o tratamento de "O poderoso Dom Afonso V, rei do Congo e governante de parte da Etiópia". Afonso V foi assassinado em 1787 por envenenamento. Após sua morte um novo conflito eclodiu. 